# Sibylle Hofer
Sibylle Hofer (* 27. November 1960 in Göttingen) ist eine deutsch-schweizerische Rechtswissenschaftlerin.
Nach einem Studium der Rechtswissenschaft an der Ludwig-Maximilian-Universität München wurde Sibylle Hofer 1992 unter der Betreuung von Joachim Rückert an der Universität Hannover promoviert und habilitierte sich im Jahr 2000 an der Universität Frankfurt am Main für die Fächer Bürgerliches Recht, Deutsche Rechtsgeschichte, Privatrechtsgeschichte der Neuzeit und Juristische Zeitgeschichte. 2001 erhielt sie einen Ruf an die Universität Regensburg. 2005 wechselte sie an die Universität Bern, wo sie bis zum Herbstsemester 2024/2025 als ordentliche Professorin für Zivilrecht und Rechtsgeschichte lehrte. Zugleich leitete sie das Institut für Rechtsgeschichte sowie die Eugen Huber-Bibliothek. 
Ihre Forschungsschwerpunkte sind die Grundlagen des modernen deutschen und Schweizer Privatrechts. Sie veröffentlichte insbesondere grundlegende Untersuchungen zu Eugen Huber (1849–1923) und dessen Ausarbeitung des Schweizer Zivilgesetzbuchs. Ausserdem widmete sie sich der bernischen Rechtsgeschichte.

## Schriften (Auswahl)
Monographien
- Das ZGB – ein volkstümliches Gesetz? Eugen Hubers Werk im Kontext der deutschen Rechtswissenschaft, Zürich / St. Gallen 2024, ISBN 978-3-03891-753-3.
- Eugen Huber. Vordenker des Schweizer Zivilrechts, Zürich 2023, ISBN 978-3-03919-590-9.
- Richter zwischen den Fronten. Die Urteile des Berner Prozesses um die «Protokolle der Weisen von Zion» 1933–1937, Basel 2011, ISBN 978-3-7190-3144-2.
- Freiheit ohne Grenzen? Privatrechtstheoretische Diskussionen im 19. Jahrhundert (= Jus privatum. Bd. 53), Tübingen 2001, ISBN 3-16-147576-3, doi:10.1628/978-3-16-158025-3 (Habilitationsschrift).
- Zwischen Gesetzestreue und Juristenrecht. Die Zivilrechtslehre Friedrich Endemanns (= Fundamenta juridica. Bd. 22), Baden-Baden 1993, ISBN 3-7890-3031-7 (Dissertation).

Lehrbücher
- Grundkurs Personenrecht, Basel 2019, 2. Auflage, 2023, ISBN 978-3-7190-4687-3.
- Leitfaden der Rechtsgeschichte. Quellen und Grundzüge der Rechtsordnung, Köln 2019, ISBN 978-3-8252-5223-6.
- Zivilrechtliche Ansprüche. Handbuch für Praxis und Studium, Basel 2014, ISBN 978-3-7190-3481-8.

Aufsätze
- Ausgewählte Aufsätze zur Deutschen und Schweizer Rechtsgeschichte

Herausgeberschaften
- Zeitschrift des Bernischen Juristenvereins, Bern 2015–2018, ISSN 0044-2127.
- Zeitschrift für Neuere Rechtsgeschichte, Wien 2011–2013, ISSN 0250-6459.
- Enzyklopädie der Neuzeit. Bände 1 bis 14. J. B. Metzler, Stuttgart/Weimar 2005–2011, ISBN 978-3-476-01935-6.
- mit Dieter Schwab, Dieter Henrich: From Status to Contract? – Die Bedeutung des Vertrags im europäischen Familienrecht, Bielefeld 2005, ISBN 3-7694-0967-1.
- mit Diethelm Klippel, Ute Walter: Perspektiven des Familienrechts. Festschrift für Dieter Schwab zum 70. Geburtstag am 15. August 2005, Bielefeld 2005, ISBN 3-7694-0973-6.
- mit Dieter Schwab, Dieter Henrich: Scheidung und nachehelicher Unterhalt im europäischen Vergleich, Bielefeld 2003, ISBN 978-3-7694-0941-3.